# L'Ebreo
 (décembre 2012).
Si vous disposez d'ouvrages ou d'articles de référence ou si vous connaissez des sites web de qualité traitant du thème abordé ici, merci de compléter l'article en donnant les références utiles à sa vérifiabilité et en les liant à la section « Notes et références ».
L'Ebreo (l'Hébreu) est un drame lyrique en un prologue et trois actes de Giuseppe Apolloni sur un livret d'Antonio Boni, créé le 25 janvier 1855 à La Fenice de Venise

## L’œuvre

### Résumé
L'action se situe à la fin du XVe siècle, dans les derniers temps de la reconquête de l’Espagne par les rois catholiques, Ferdinand d’Aragon et Isabelle de Castille, qui ont mis le siège devant Grenade, dernier bastion de la domination arabe sur la péninsule. L'oeuvre traite de la tragédie des Marranes, ces Juifs contraints de se convertir au catholicisme pour échapper à l'Inquisition, mais qui gardaient secrètement fidélité à leur foi. Le livret est basé sur Leila, ou le Siège de Grenade de Edward Bulwer-Lytton 1838).
Issachar, l’Hébreu, est le confident et le magicien du roi Boabdil, qu’il trahit en secret, car il hait les musulmans et espère qu’après la victoire espagnole, il pourra ainsi obtenir l’immunité pour ses coreligionnaires. Sa fille, Leila est amoureuse du général maure Adel-Musar, son ennemi, qu’il tente en vain d’écarter en prétextant qu’il veut usurper le trône.
Issachar finit par passer dans le camp espagnol, en entraînant Leila, mais, contrairement à ses espérances, se voit livré à l’Inquisition et condamné au bûcher. Il s’enfuit à grand peine, après avoir mis le feu au camp et promis, dans un de ses plus beaux airs, qu’il sera désormais « l’ange exterminateur ». De son côté, Leila est recueillie par Ferdinand et Isabelle qui entreprennent de la convertir.
Après la victoire définitive des troupes espagnoles sur Boabdil, va avoir lieu en grande pompe le baptême de la jeune fille. Issachar et Adel-Musar, déguisés, y assistent séparément, le premier parce qu’il a fait vœu de sacrifier Leila à Jehovah, l’autre, dans l’espoir de revoir encore celle qu’il aime et qui le repousse, maintenant qu’elle est devenue chrétienne. Arrivé le premier sur les lieux, l’Hébreu poignarde sa fille qui meurt en faisant ses adieux à Adel-Musa dans un air touchant, car elle l'aime toujours. Démasqués, les deux hommes sont condamnés au bûcher.

### Personnages
- Issachar, l'hébreu, dernier survivant de sa  tribu (baryton) ;
- Leila, sa fille (soprano) ;
- Adel-Musar, général maure (ténor) ;
- Ferdinand, roi d’Aragon (basse) ;
- Isabelle, reine de Castille (soprano) ;
- Boabdil, roi maure de Grenade (ténor).

### Musique
L’Ebreo se rattache au courant du bel canto, alors à son apogée. Si certaines influences peuvent être recherchées, c’est avec les deux compositeurs qui dominent l’opéra italien de cette époque. Certaines arias, en particulier les « cabalettes » feront songer à Donizetti. Plus encore, on pensera à la première époque de Verdi, qui est alors en pleine gloire (Nabucco date de 1842) : il en sera ainsi dans l’utilisation des chœurs, pleins de puissance, et leur dialogue avec les solistes, ou encore dans l’architecture des finaux d’acte. Encore une fois, ce n’est qu’une approximation et la musique d’Apolloni garde toute son originalité, même si elle ne peut évidemment se situer sur le même plan que celle des deux compositeurs qui viennent d’être cités. On pourra s’en faire une opinion en écoutant le seul enregistrement qui ait été fait de l’opéra, celui des représentations de Savone.

## Destinée de l'œuvre
L’Ebreo connut à son époque un grand succès et fut représenté dans de nombreux théâtres, y compris à l’étranger (Constantinople, Odessa, New York), même si ce succès fut éphémère, devant l’impossibilité de l’auteur à se renouveler. L’œuvre tomba ensuite dans un oubli total, pendant près d’un siècle. Le Dictionnaire des opéras de Kobbé, qui est l’ouvrage contemporain de référence, n’en fait pas mention.
Pour le centenaire de la mort de l’auteur, L’Ebreo fut repris au Teatro Chiabrera de Savone, les 29 et 31 octobre 1989, sous la direction de Massimo De Bernart, avec dans le rôle d’Issachar, le baryton Simone Alaimo ; l’œuvre fut encore représentée, l’année suivante (31 juillet 1990) dans le cadre du Festival de Montpellier-Radio France, avec une distribution légèrement différente, mais avec le même chef et la même vedette. La soprano française Natalie Dessay, encore à ses débuts, y interprétait le rôle d’Isabelle. Depuis lors, cet opéra n’est pas vraiment revenu au répertoire des scènes lyriques.
L'Avant Scène Opéra s'est fait l'écho dans un article qui soulignait "À Savona, les troupes ne manquent pas de vaillance, celle de la baguette d’un de Bernart inspiré et convaincu. Mais les chœurs et l’orchestre sont trop souvent défaillants (tant dans la mise en place que dans la justesse), et la distribution sous-dimensionnée".